# Liste der Baudenkmäler in Markt Indersdorf

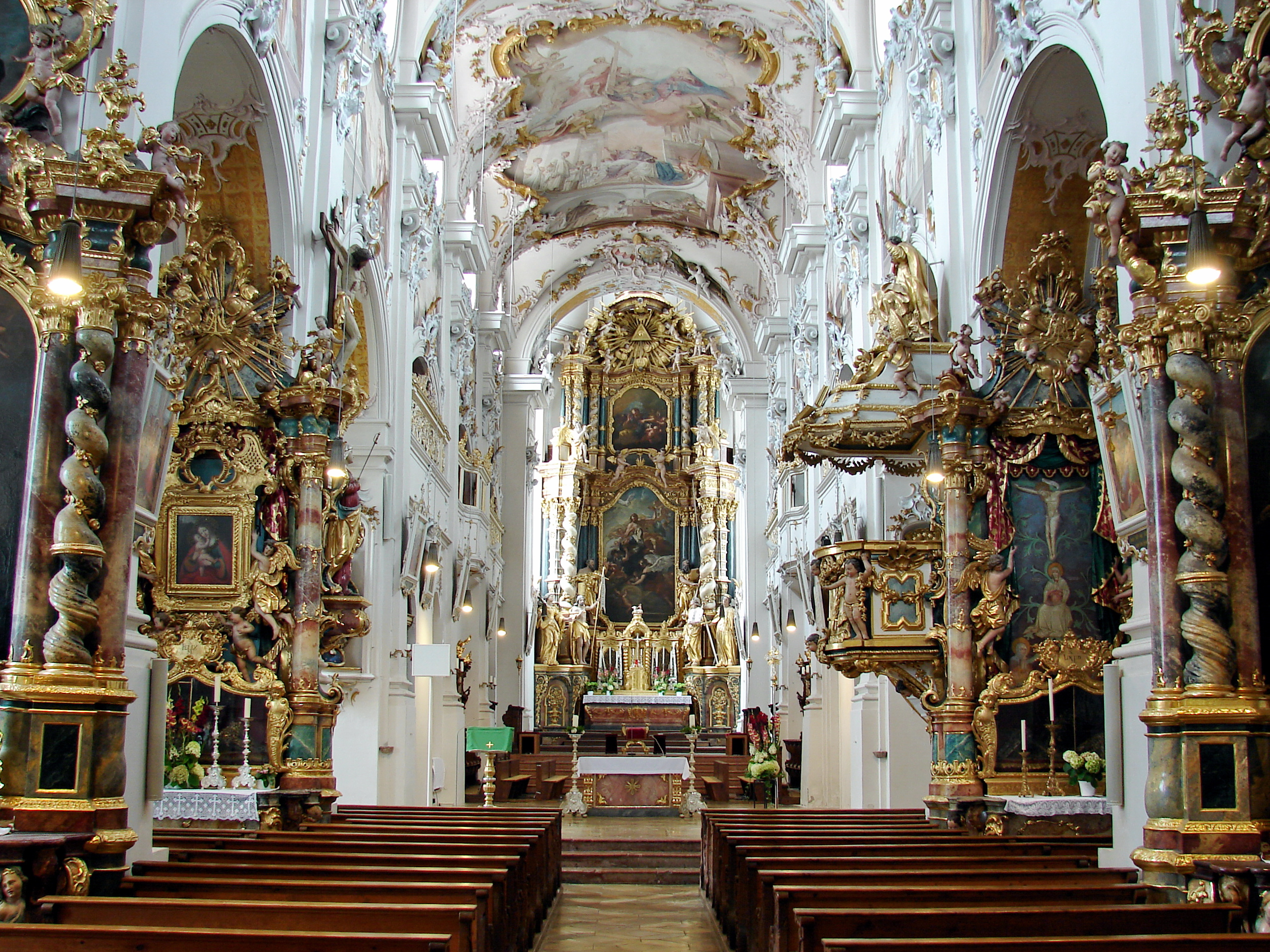
Innenraum von Mariä Himmelfahrt in Indersdorf Kloster

Auf dieser Seite sind die Baudenkmäler in dem oberbayerischen Markt Markt Indersdorf zusammengestellt. Diese Tabelle ist eine Teilliste der Liste der Baudenkmäler in Bayern. Grundlage ist die Bayerische Denkmalliste, die auf Basis des Bayerischen Denkmalschutzgesetzes vom 1. Oktober 1973 erstmals erstellt wurde und seither durch das Bayerische Landesamt für Denkmalpflege geführt wird. Die folgenden Angaben ersetzen nicht die rechtsverbindliche Auskunft der Denkmalschutzbehörde.

## Ensembles

### Ensemble Kloster Indersdorf

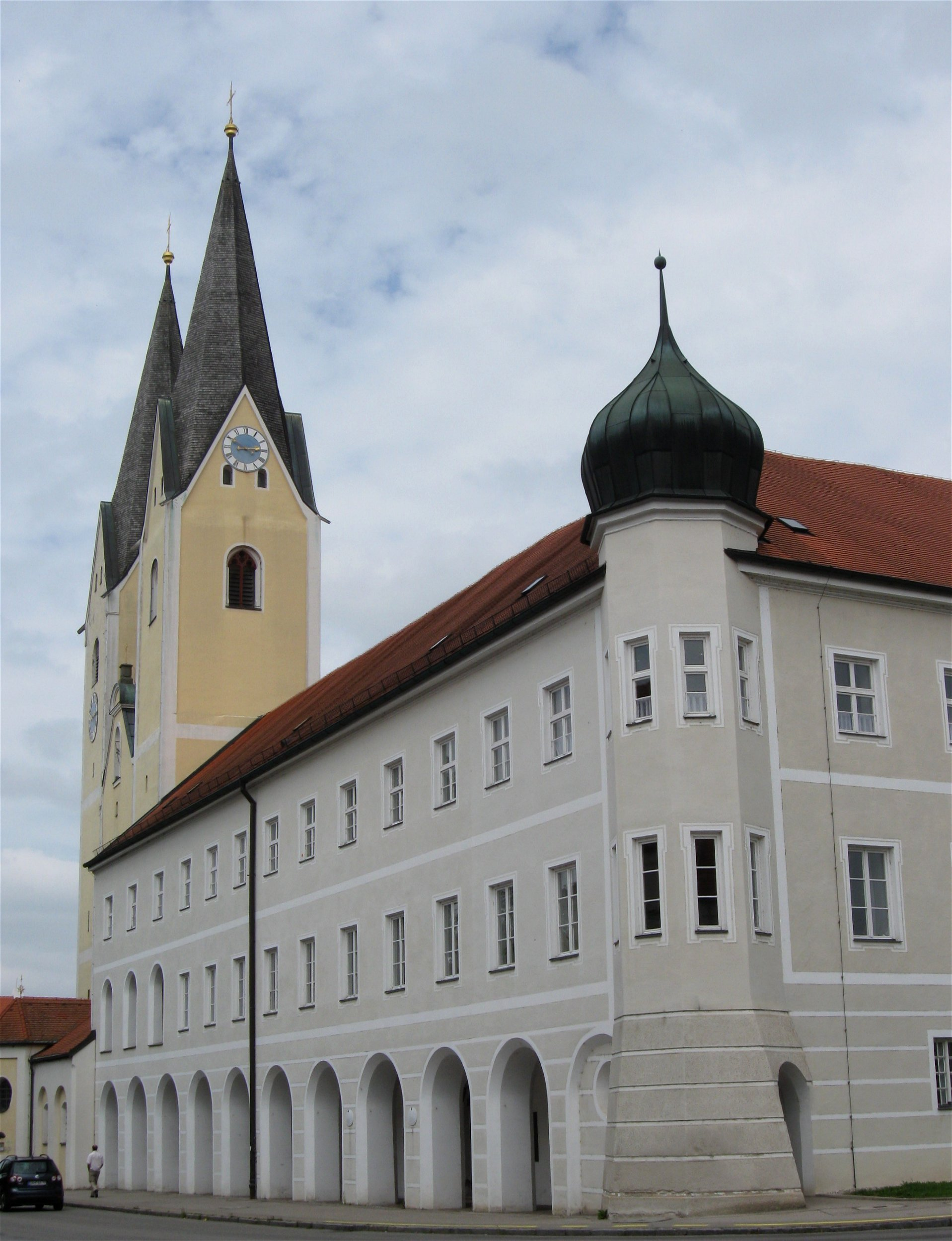

Der ehemals ganz ummauerte Klosterbezirk ist vom älteren nördlich der Glonn gelegenen Marktort Indersdorf deutlich abgesetzt. 
Er umfasst die Anlage des Augustinerchorherrenstifts, das der Klostertradition zufolge um 1124 von Pfalzgraf Otto IV. von Scheyern/Wittelsbach als Sühnekloster gestiftet wurde. Die Kirche, eine im 18. Jahrhundert barockisierte romanische Pfeilerbasilika, bildet das Zentrum der Anlage. Dem Bau ist im Westen eine Doppelturmfassade mit gotisch überformten Türmen vorgelagert. Im Süden und Südosten schließen sich die um zwei Innenhöfe gruppierten, in der Barockzeit erneuerten Klosterflügel an, auf der Nordseite liegt der Klosterfriedhof. Im Norden und Osten ist der Komplex von Gartenflächen umgeben. Südwestlich und nördlich sind ihm ehemaliges Wohn- und Wirtschaftsgebäude zugeordnet. Von der einstigen Befestigung ist der nördliche der beiden Tortürme (ehemalige Sternwarte) erhalten und markiert die Grenze des Klosterareals.
Aktennummer: E-1-74-131-1

## Baudenkmäler nach Gemeindeteilen

### Markt Indersdorf
| Lage                                        | Objekt                                                  | Beschreibung                                                                    | Akten-Nr.     | Bild                             |
| ------------------------------------------- | ------------------------------------------------------- | ------------------------------------------------------------------------------- | ------------- | -------------------------------- |
| Bartholomäusweg 3; Sportplatzweg (Standort) | Kapelle an der Glonnbrücke                              | 1921                                                                            | D-1-74-131-8  | Kapelle an der Glonnbrücke       |
| Bartholomäusweg 6 (Standort)                | Friedhof mit Umfassungsmauer                            | um 1800                                                                         | D-1-74-131-2  | Friedhof mit Umfassungsmauer     |
| Bartholomäusweg 8 (Standort)                | Katholische Filialkirche St. Bartholomäus (Marktkirche) | im Kern romanisch und spätgotisch, um 1715 barockisiert; mit Ausstattung        | D-1-74-131-1  | weitere Bilder                   |
| Glonn (Standort)                            | Zweibogige Brücke über die Glonn                        | Stampfbeton, 1921                                                               | D-1-74-131-68 | Zweibogige Brücke über die Glonn |
| Marktplatz 12 (Standort)                    | Wohn- und Geschäftshaus                                 | mit Walmdach und Zwerchgiebel, Eckvoluten und Erker; Jugendstil-Barock, um 1910 | D-1-74-131-5  | weitere Bilder                   |
| Wöhrer Straße 3 (Standort)                  | Gasthof                                                 | zweiflügeliger Walmdachbau, 18./19. Jahrhundert                                 | D-1-74-131-7  | weitere Bilder                   |

### Ainhofen
| Lage                                        | Objekt                                             | Beschreibung | Akten-Nr.     | Bild           |
| ------------------------------------------- | -------------------------------------------------- | --- | ------------- | -------------- |
| Bürgermeister-Hefele-Straße 13 (Standort)   | Katholische Filial- und Wallfahrtskirche St. Maria | Saalbau mit eingezogenem, dreiseitig geschlossenem Chor, im nördlichen Winkel Turm mit geschwungener Haube zwischen halbrunden Giebeln, im Kern romanisch, um 1300 erweitert, 1682 ff. verlängert und erhöht, um 1717 umgestaltet, Turmabschluss 1764; mit Ausstattung; Friedhofsmauer, 18. Jahrhundert | D-1-74-131-9  | weitere Bilder |
| Nähe Bürgermeister-Hefele-Straße (Standort) | Bauernhaus                                         | erdgeschossiger Greddachbau, Ende 19. Jahrhundert; Dachauer Haustafel, gleichzeitig | D-1-74-131-11 | BW             |

### Albersbach
| Lage                     | Objekt                                | Beschreibung                                                                                         | Akten-Nr.     | Bild           |
| ------------------------ | ------------------------------------- | --- | ------------- | -------------- |
| Albersbach 35 (Standort) | Katholische Filialkirche Heilig Kreuz | lisenengegliederter Saalbau mit halbrundem Schluss und Giebelreiter, 1739 errichtet; mit Ausstattung | D-1-74-131-12 | weitere Bilder |

### Arnzell
| Lage                                                   | Objekt                             | Beschreibung | Akten-Nr.     | Bild                               |
| ------------------------------------------------------ | ---------------------------------- | --- | ------------- | ---------------------------------- |
| Arnzell 14, an der Straße nach Tiefenlachen (Standort) | Hofkapelle                         | rechteckig, Mitte 19. Jahrhundert | D-1-74-131-14 | BW                                 |
| Arnzell 15 (Standort)                                  | Katholische Filialkirche St. Vitus | Saalbau mit eingezogenem Rechteckchor und Satteldachturm im nördlichen Winkel, Chor und Turm 1396, Langhaus 17. Jahrhundert, 1860 nach Westen verlängert; mit Ausstattung | D-1-74-131-13 | Katholische Filialkirche St. Vitus |

### Eglersried
| Lage                     | Objekt                                          | Beschreibung | Akten-Nr.     | Bild           |
| ------------------------ | ----------------------------------------------- | --- | ------------- | -------------- |
| Eglersried 11 (Standort) | Katholische Filialkirche St. Katharina und Anna | Saalbau mit wenig eingezogenem, dreiseitig geschlossenem Chor und Giebelreiter, 1688/90 errichtet; mit Ausstattung | D-1-74-131-15 | weitere Bilder |

### Eichstock
| Lage                   | Objekt    | Beschreibung | Akten-Nr.     | Bild    |
| ---------------------- | --------- | --- | ------------- | ------- |
| Eichstock 1 (Standort) | Bauernhof | Wohnhaus eines ehemals geschlossenen Dreiseithofs, zweigeschossiger Satteldachbau mit Putzgliederung, 1839 errichtet; über einen Torbogen im Nordosten rechtwinklig angeschlossener Stallstadel, um 1860/70 | D-1-74-131-19 | BW      |
| Eichstock 3 (Standort) | Betsaal   | der seit 1818 hier angesiedelten Mennoniten, Rechteckbau von 1841; mit Ausstattung | D-1-74-131-18 | Betsaal |

### Glonn
| Lage                           | Objekt                               | Beschreibung | Akten-Nr.     | Bild           |
| ------------------------------ | ------------------------------------ | --- | ------------- | -------------- |
| Glonntalstraße 50r (Standort)  | Katholische Filialkirche St. Emmeram | Saalbau mit eingezogenem, dreiseitig geschlossenem Chor, im nördlichen Winkel Turm mit Oktogon und Zwiebelhaube, Chor und Turm spätgotisch, Langhaus wohl um 1700, 1884 nach Westen verlängert; mit Ausstattung | D-1-74-131-20 | weitere Bilder |
| Hammerschmiedweg 19 (Standort) | Ehemals Hammerschmiede               | erdgeschossiger Satteldachbau, Mitte 19. Jahrhundert | D-1-74-131-21 | weitere Bilder |

### Gundackersdorf
| Lage                         | Objekt                               | Beschreibung | Akten-Nr.     | Bild           |
| ---------------------------- | ------------------------------------ | --- | ------------- | -------------- |
| Gundackersdorf 15 (Standort) | Katholische Filialkirche St. Andreas | Saalbau mit eingezogenem Rechteckchor und Satteldachturm im nördlichen Winkel, im Kern romanisch, um 1579 umgebaut, im frühen 18. Jahrhundert umgestaltet; mit Ausstattung | D-1-74-131-22 | weitere Bilder |

### Hirtlbach
| Lage                            | Objekt                               | Beschreibung | Akten-Nr.     | Bild           |
| ------------------------------- | ------------------------------------ | --- | ------------- | -------------- |
| St.Valentin-Straße 4 (Standort) | Katholische Pfarrkirche St. Valentin | lisenengegliederter Saalbau mit eingezogenem, dreiseitig geschlossenem Chor und Satteldachturm im südlichen Winkel, Chor und Turm im Kern spätgotisch, Langhaus 1715 nach Plänen von Dominikus Glasl; mit Ausstattung | D-1-74-131-23 | weitere Bilder |

### Indersdorf Kloster
| Lage                                        | Objekt                                                | Beschreibung | Akten-Nr.     | Bild                                           |
| ------------------------------------------- | ----------------------------------------------------- | --- | ------------- | ---------------------------------------------- |
| Marienplatz 1 (Standort)                    | Unterer Torturm (sogenannter Schneiderturm)           | wohl 2. Hälfte 15. Jahrhundert, mit Veränderungen des 16.–20. Jahrhunderts, u. a. nach 1856 Anbau des Pultdachhauses | D-1-74-131-27 | Unterer Torturm (sogenannter Schneiderturm)    |
| Marienplatz 3; Marienplatz 4 (Standort)     | Pfarrhaus                                             | Rechtwinklige, dreigeschossige Anlage im Anschluss an den sogenannten Schneiderturm (Nr. 1), im Kern 1619 errichtet; nördlich ehemaliges Schul- und Mesnerhaus (Nr. 2 und 3), 1761 erhöht und um 1890 verändert; östlich ehemaliges Priester-, jetzt Pfarrhaus (Nr. 4), um 1784 durch Anton Baumgartner umgebaut und aufgestockt | D-1-74-131-28 | Pfarrhaus                                      |
| Marienplatz 6 (Standort)                    | Ehemalige Stifts- jetzt Pfarrkirche Mariä Himmelfahrt | romanische Pfeilerbasilika mit Doppelturmfront, im 18. Jahrhundert barockisiert; mit Ausstattung | D-1-74-131-30 | weitere Bilder                                 |
| Marienplatz 7; Marienplatz 7 a (Standort)   | Ehemaliger Wohntrakt der Augustiner-Chorherren        | Die Anlage des Augustinerchorherrenstifts ist der Klostertradition zufolge um 1124 von Pfalzgraf Otto IV. von Scheyern/Wittelsbach als Sühnekloster gestiftet worden. Die Kirche, eine im 18. Jahrhundert barockisierte romanische Pfeilerbasilika, bildet das Zentrum der Anlage. Dem Bau ist im Westen eine Doppelturmfassade mit gotisch überformten Türmen vorgelegt. Im Süden und Südosten schließen sich die um zwei Innenhöfe gruppierten, in der Barockzeit erneuerten Klosterflügel an, auf der Nordseite liegt der Klosterfriedhof. siehe Ensemble Kloster Indersdorf | D-1-74-131-31 | Ehemaliger Wohntrakt der Augustiner-Chorherren |
| Marienplatz 9 (Standort)                    | Wohnhaus mit Durchfahrt                               | Wohnhaus mit Durchfahrt, 17./18. Jahrhundert; Wirtschaftsgebäude und Speicher im Hof | D-1-74-131-33 | BW                                             |
| Marienplatz 10 (Standort)                   | Wohnhaus                                              | 17./18. Jahrhundert | D-1-74-131-34 | Wohnhaus                                       |
| Marienplatz 11 (Standort)                   | Brauerei                                              | Sudhaus mit klassizistischem Giebel | D-1-74-131-35 | Brauerei                                       |
| Marienplatz 12 (Standort)                   | Gasthof Klosterbrauerei                               | im Kern 18. Jahrhundert | D-1-74-131-36 | Gasthof Klosterbrauerei                        |
| Marienplatz; Ludwig-Thoma-Straße (Standort) | Brunnen                                               | mit Mariensäule, 1775 | D-1-74-131-37 | Brunnen                                        |
| Maroldstraße 2 (Standort)                   | Ehemaliges Wirtschaftsgebäude                         | mit Wohnteil, 17./18. Jahrhundert | D-1-74-131-39 | BW                                             |
| Maroldstraße 5 (Standort)                   | Wohnhaus mit Durchfahrt                               | 17./18. Jahrhundert | D-1-74-131-41 | Wohnhaus mit Durchfahrt                        |
| Maroldstraße 55 (Standort)                  | Friedhofskapelle                                      | neugotischer Rechteckbau mit Giebelreiter, 1888; zugehöriger Friedhof, 1868, mit schmiedeeisernen Grabkreuzen; zugehörig Ummauerung | D-1-74-131-43 | weitere Bilder                                 |
| Wasserturmweg 24 (Standort)                 | Ehemaliger Wasserturm                                 | oktogonal mit umlaufender Galerie, um 1925/30 | D-1-74-131-67 | Ehemaliger Wasserturm                          |

### Langenpettenbach
| Lage                     | Objekt                              | Beschreibung | Akten-Nr.     | Bild                 |
| ------------------------ | ----------------------------------- | --- | ------------- | -------------------- |
| Michelsberg 1 (Standort) | Katholische Pfarrkirche St. Michael | spätgotische, 1850 nach Westen verlängerte Chorturmkirche, 1922 durch den Anbau eines geräumigen Langhauses und eines dreiseitig geschlossenen Chors zur bestehenden kreuzförmigen Anlage erweitert; mit Ausstattung | D-1-74-131-45 | weitere Bilder       |
| Michelsberg 2 (Standort) | Ehemaliges Schulhaus                | dreigeschossig mit Architekturgliederung und flachem Walmdach, Mitte 19. Jahrhundert | D-1-74-131-46 | Ehemaliges Schulhaus |

### Lanzenried
| Lage                    | Objekt                         | Beschreibung                                                                    | Akten-Nr.     | Bild                           |
| ----------------------- | ------------------------------ | ------------------------------------------------------------------------------- | ------------- | ------------------------------ |
| Lanzenried 5 (Standort) | Evangelisch-Lutherische Kirche | zweigeschossiger, einseitig abgewalmter Rechteckbau mit großem Dachreiter, 1836 | D-1-74-131-48 | Evangelisch-Lutherische Kirche |

### Niederroth
| Lage                          | Objekt                             | Beschreibung | Akten-Nr.     | Bild           |
| ----------------------------- | ---------------------------------- | --- | ------------- | -------------- |
| Münchner Straße 19 (Standort) | Katholische Pfarrkirche St. Georg  | Saalbau mit eingezogenem, dreiseitig geschlossenem Chor und Satteldachturm vor der Westseite, im Kern romanisch (1151), Chor und Turm spätgotisch erneuert, um 1740 umgestaltet; mit Ausstattung | D-1-74-131-50 | weitere Bilder |
| Münchner Straße 36 (Standort) | Freitreppenanlage mit Balkongitter | vor 1900 | D-1-74-131-51 | BW             |

### Ottmarshart
| Lage                     | Objekt                                 | Beschreibung | Akten-Nr.     | Bild           |
| ------------------------ | -------------------------------------- | --- | ------------- | -------------- |
| Ottmarshart 1 (Standort) | Katholische Filialkirche St. Mauritius | lisenengegliederter Saalbau mit halbrundem Schluss, westlich Turm mit Oktogon und Spitzhelm, 1739 errichtet, Turm 1870; mit Ausstattung | D-1-74-131-52 | weitere Bilder |

### Schönberg
| Lage                   | Objekt     | Beschreibung                              | Akten-Nr.     | Bild |
| ---------------------- | ---------- | ----------------------------------------- | ------------- | ---- |
| Schönberg 1 (Standort) | Bauernhaus | erdgeschossiger Satteldachbau, um 1820/30 | D-1-74-131-54 | BW   |

### Straßbach
| Lage                             | Objekt                                      | Beschreibung | Akten-Nr.     | Bild                                        |
| -------------------------------- | ------------------------------------------- | --- | ------------- | ------------------------------------------- |
| Klosterholz; Kr DAH 3 (Standort) | Gedenkstein für den seligen Marold (modern) | mit älterem Bild, an der Straße nach Indersdorf | D-1-74-131-57 | Gedenkstein für den seligen Marold (modern) |
| Straßbach 5 (Standort)           | Katholische Wallfahrtskirche St. Ottilia    | langgestreckter einschiffiger Bau mit dreiseitig geschlossenem Chor, Westturm mit kurzem Oktogon und gedrückter Haube, 1652 errichtet, um 1715/20 erweitert und 1765 umgestaltet; mit Ausstattung | D-1-74-131-55 | weitere Bilder                              |

### Tiefenlachen
| Lage                       | Objekt                        | Beschreibung                                                                                  | Akten-Nr.     | Bild |
| -------------------------- | ----------------------------- | --------------------------------------------------------------------------------------------- | ------------- | ---- |
| Tiefenlachen 21 (Standort) | Katholische Kapelle St. Maria | neugotischer, halbrund geschlossener Bau mit Vorhalle und Giebelreiter, 1865; mit Ausstattung | D-1-74-131-58 | BW   |

### Wagenried
| Lage                                                         | Objekt         | Beschreibung                                                                | Akten-Nr.     | Bild           |
| ------------------------------------------------------------ | -------------- | --------------------------------------------------------------------------- | ------------- | -------------- |
| Kapellenfeld, ca. 750 Meter südlich von Wagenried (Standort) | Brunnenkapelle | Ende 18. Jahrhundert, 1891 umgestaltet; ca. 750 Meter südlich von Wagenried | D-1-74-131-59 | weitere Bilder |

### Weil
| Lage               | Objekt                        | Beschreibung | Akten-Nr.     | Bild                          |
| ------------------ | ----------------------------- | --- | ------------- | ----------------------------- |
| In Weil (Standort) | Katholische Kapelle St. Maria | mit Vorhalle, 1830; mit Ausstattung | D-1-74-131-60 | Katholische Kapelle St. Maria |
| Weil 24 (Standort) | Bauernhaus                    | stattlicher, zweigeschossiger Satteldachbau mit Gesims- und Lisenengliederung, 1889; zugehörig östlicher, lang gestreckter Stallstadel, wohl gleichzeitig | D-1-74-131-69 | BW                            |

### Westerholzhausen
| Lage                                            | Objekt                                | Beschreibung | Akten-Nr.     | Bild           |
| ----------------------------------------------- | ------------------------------------- | --- | ------------- | -------------- |
| St.-Korbinian-Weg 10 (Standort)                 | Katholische Pfarrkirche St. Korbinian | Saalbau mit eingezogenem, dreiseitig geschlossenem Chor, im nördlichen Winkel Turm mit Spitzhelm zwischen Dreiecksgiebeln, Chor und Turm im Kern spätgotisch, Langhaus 1707, verlängert 1861, Turmabschluss 1878. (Anmerkung: Das Langhausdeckenfresko Mariä Himmelfahrt (mit Papst als Allusion auf Erhebung zum Dogma), Mariensymbole in den Zwickeln sind von dem Münchner Kunstmaler Josef Wittmann, ebenso die Fresken an der Emporbrüstung: König David, Geburt Christi, und Heimsuchung. Die Entwürfe zu diesen Fresken sind erhalten und befinden sich im Diözesanmuseum Regensburg.) | D-1-74-131-61 | weitere Bilder |
| Westerholzhausen Westerholzhausen 38 (Standort) | Ehemaliges Pfarrhaus                  | zweigeschossiger Satteldachbau von 1848 | D-1-74-131-65 | BW             |

### Weyhern
| Lage                                             | Objekt                                                         | Beschreibung | Akten-Nr.     | Bild           |
| ------------------------------------------------ | -------------------------------------------------------------- | --- | ------------- | -------------- |
| Kaltenbrunnenfeld, westlich des Ortes (Standort) | Feldkapelle St. Maria                                          | lisenengegliederter Bau mit eingezogener, halbrunder Apsis, 1879; westlich des Ortes                                                                               | D-1-74-131-63 | weitere Bilder |
| Weyhern 13 (Standort)                            | Ehemalige Wallfahrtskirche Unsere Liebe Frau, jetzt St. Martin | Saalbau mit eingezogenem, dreiseitig geschlossenem Chor und Satteldachturm im nördlichen Winkel, im Kern spätgotisch, 1722 verändert, 1836 erhöht; mit Ausstattung | D-1-74-131-62 | weitere Bilder |

## Ehemalige Baudenkmäler
In diesem Abschnitt sind Objekte aufgeführt, die früher einmal in der Denkmalliste eingetragen waren, jetzt aber nicht mehr. Objekte, die in anderem Zusammenhang also z. B. als Teil eines Baudenkmals weiter eingetragen sind, sollen hier nicht aufgeführt werden. Aktennummern in diesem Abschnitt sind ehemalige, jetzt nicht mehr gültige Aktennummern.

| Lage                                               | Objekt                             | Beschreibung                                 | Akten-Nr.     | Bild |
| -------------------------------------------------- | ---------------------------------- | -------------------------------------------- | ------------- | ---- |
| Markt Indersdorf Marktplatz 3 (Standort)           | Haustafel                          | bezeichnet mit dem Jahr 1843                 | D-1-74-131-6  | BW   |
| Ainhofen Bürgermeister-Hefele-Straße 13 (Standort) | Friedhofsmauer                     | mit dreieckigen Deckziegeln, 18. Jahrhundert | D-1-74-131-10 | BW   |
| Arnzell Arnzell 8 (Standort)                       | Schmiedeeiserner Ausleger          | bezeichnet mit dem Jahr 1858                 | D-1-74-131-17 | BW   |
| Hirtlbach Hofer Straße 16 (Standort)               | Dachauer Haustafel                 | Mitte 19. Jahrhundert                        | D-1-74-131-26 | BW   |
| Hirtlbach Schützenstraße 6 (Standort)              | Dachauer Haustafel                 | Mitte 19. Jahrhundert                        | D-1-74-131-25 | BW   |
| Langenpettenbach Untere Straße 18 (Standort)       | Dachauer Haustafel                 | Mitte 19. Jahrhundert                        | D-1-74-131-47 | BW   |
| Niederroth Münchner Straße 27 (Standort)           | 2 Dachauer Haustafeln              | bezeichnet mit 1851                          | D-1-74-131-66 | BW   |
| Niederroth Münchner Straße 36 (Standort)           | Freitreppenanlage mit Balkongitter | vor 1900                                     | D-1-74-131-51 | BW   |
| Ottmarshart Ottmarshart 6 (Standort)               | Dachauer Haustafel                 | Mitte 19. Jahrhundert                        | D-1-74-131-53 | BW   |
| Straßbach Straßbach 2 (Standort)                   | Dachauer Haustafel                 | Mitte 19. Jahrhundert                        | D-1-74-131-56 | BW   |